# Skúvoy (miejscowość)
Skúvoy (wym. [ˈskʉuvɔi]) lub Skúgvoy (wym. [ˈskɪgvɪ], duń. Skuø) – miejscowość na wyspie o tej samej nazwie, będącej częścią archipelagu Wysp Owczych, duńskiego terytorium zależnego, położonego na Morzu Norweskim. Jest centrum administracyjnym gminy Skúvoy. W roku 2016 zamieszkiwały ją 34 osoby. Jej nazwa nawiązuje do farerskiego słowa skúgvur, które znaczy wydrzyk wielki.

## Położenie

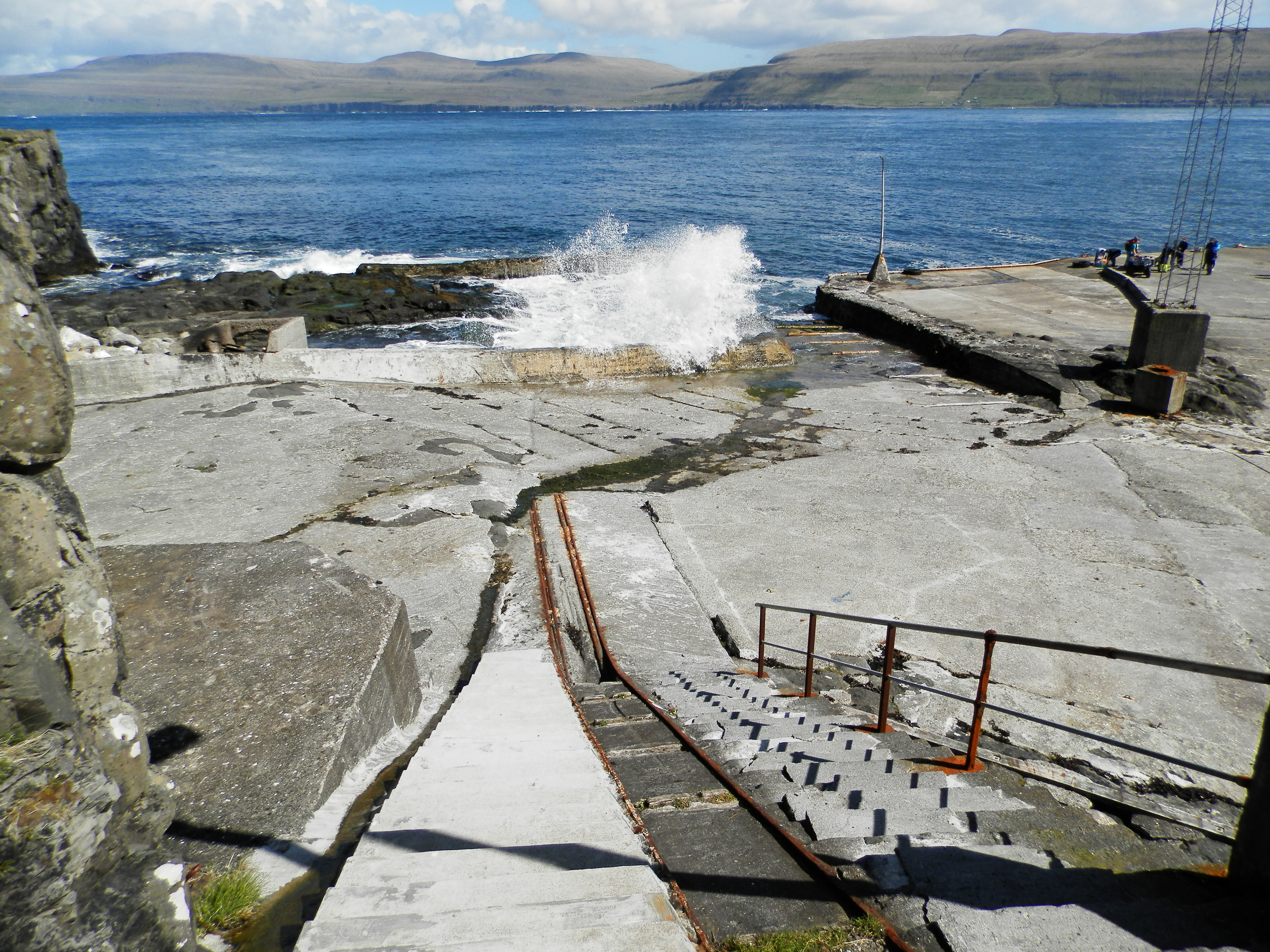
Port w Skúvoy.

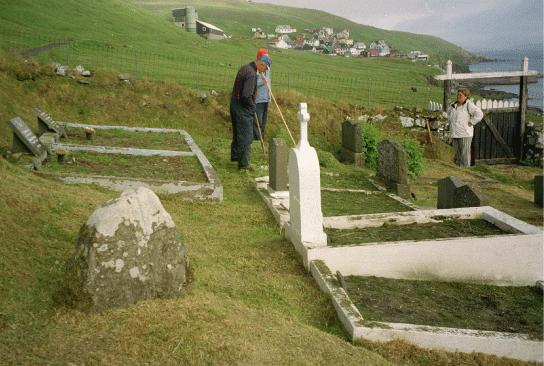
Sigmunduarsteinur, gdzie ma znajdować się miejsce pochówku Sigmundura Brestissona.

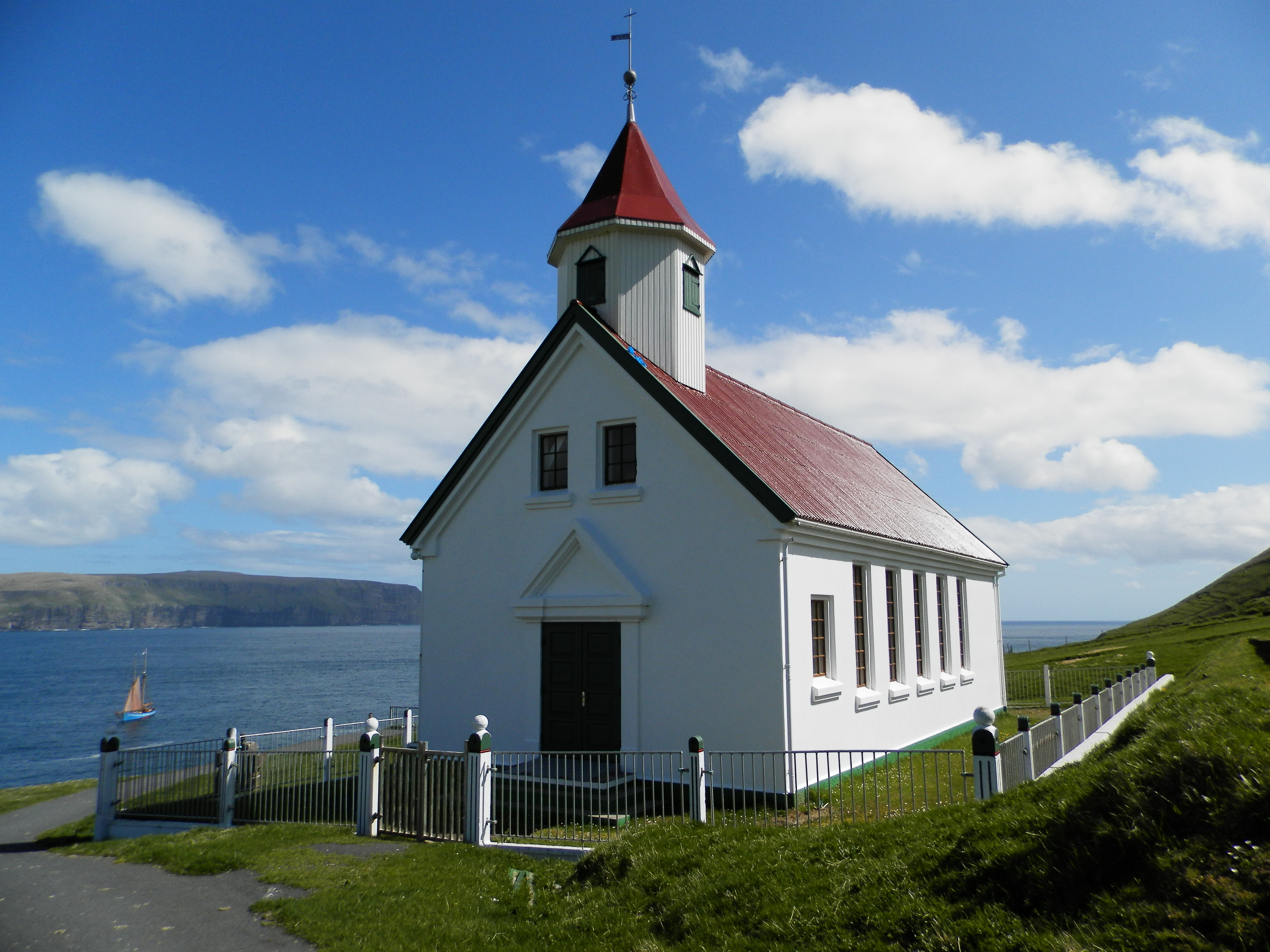
Kościół w Skúvoy.

Skúvoy jest jedyną miejscowością na wyspie. Położona jest na wschodnim wybrzeżu nad wodami cieśniny Skúvoyarfjørður. Przez miejscowość przepływa rzeka, której dolina rozpościera się w kierunku zachodnim, a następnie południowym. Za nią znajduje się najwyższy szczyt wyspy - Knútur (392 m n.p.m.). Na południe teren wznosi się, tworząc ostatecznie wybrzeże klifowe. 

## Informacje ogólne

### Populacja
Miejscowość Skúvoy według danych z 1 stycznia 2016 na stałe zamieszkują 34 osoby. Dawniej mieszkańców było więcej, jeszcze w 1985 roku 87. Populacja pozostawała na podobnym poziomie do końca lat 90. XX wieku, a następnie zaczęła stopniowo maleć z powodu dużej izolacji wsi. W roku 2008 liczba ludności spadła poniżej 50 osób (48), a w roku 2011 było ich już jedynie 37. 
Większość mieszkańców wsi stanowią mężczyźni (70,5%). Taki sam udział stanowią osoby powyżej 50. roku życia. Najmłodszą osobą jest 21-letnia kobieta (2016).
Według danych Urzędu Statystycznego (I 2016 r.) jest 83. co do wielkości miejscowością Wysp Owczych.

### Transport
W miejscowości znajduje się lądowisko dla helikopterów. Śmigłowce Atlantic Airways przylatują tam 2 razy dziennie. Istnieje także połączenie promowe, realizowane statkiem M/B Sildberin z Sandur. Prom ten pływa kilka razy dziennie, a podróż trwa 35 minut.

## Historia
Osada na wyspie opisana została w Sadze o Wyspach Owczych. Miał tam się urodzić w 970 roku Sigmundur, syn zarządcy Skúvoy, Brestera]. W roku 1000 wprowadził on chrześcijaństwo na Wyspach Owczych, a 2 lata później (1002) złożył hołd królowi Olafowi Tryggvassonowi. W 1005 roku został zaatakowany przez sprzeciwiającego się chrystianizacji Tróndura í Gøtu. Sigmundur zmuszony został do ucieczki i rzucił się do morza z klifu. Wyczerpany dotarł do wsi Sandvík, gdzie został zabity przez rolnika, który następnie ukradł jego złotą obręcz. Sigmundur miał następnie spocząć na cmentarzu i do dziś pamiątką po nim ma być znajdujący się tam Sigmunduarsteinur. Nieopodal miejscowości znajduje się Tróndarsteinur, który ma upamiętniać miejsce ataku.
Pierwszy kościół w miejscowości wybudowany został przez Sigmundura Brestissona w 999 roku. Kolejne świątynie powstawały od tego czasu w tym samym miejscu, jednak były niszczone przez trudne warunki klimatyczne, panujące na archipelagu. Obecny kościół pochodzi z 1936 roku.
W XIV wieku, podczas epidemii czarnej śmierci zginęli prawie wszyscy mieszkańcy Skúvoy z wyjątkiem jednej dziewczynki. Sytuacja powtórzyła się z niemal identycznym skutkiem w XIX wieku, kiedy plaga ospy prawdziwej uśmierciła wszystkich ludzi z wioski.